# Jony
Jony, pseudonimo di Džachid Afrail ogly Gusejnli (in russo Джахид Афраил оглы Гусейнли?; in azero Cahid Əfrail oğlu Hüseynli; Baku, 29 febbraio 1996), è un cantante azero naturalizzato russo.

## Biografia
Nato a Baku, Džachid si è trasferito all'età di 4 anni a Mosca, dove ha frequentato l'Università statale di gestione.
La svolta commerciale dell'artista è avvenuta grazie alla pubblicazione del primo album in studio Spisok tvoich myslej, che è arrivato in top ten nella classifica lettone e che gli ha fruttato un'entrata in quella estone e lituana. Seppure le tracce Lali e Love Your Voice non siano singoli, sono riuscite rispettivamente ad entrare nelle graduatorie di Lettonia e Grecia. In quest'ultimo territorio Love Your Voice è stata inoltre spinta dall'airplay, poiché ha raggiunto la vetta della classifica radiofonica ed è stata certificata oro con oltre 10 000 unità vendute. Ha ricevuto la medesima certificazione anche in Polonia, dove la Związek Producentów Audio-Video ha riconosciuto 25 000 copie vendute del brano in suolo polacco.
Il 18 settembre 2019 ha pubblicato il singolo Kometa, che è diventata la sua prima top 20 in Lettonia e una delle canzoni più consumate a livello nazionale nel corso dell'anno.
Ne iščite vo mne žanry, il secondo disco dell'artista, è stato presentato nel dicembre 2022 ed è stato promosso dagli estratti Naverno, ty menja ne pomniš', Titry, Nikak e Kak ljubov' tvoju ponjat'?; quest'ultimo, realizzato in collaborazione di Anna Asti, gli ha garantito il suo miglior posizionamento nella Singlų Top 100 lituana.

## Discografia
- 2019 – Spisok tvoich myslej
- 2022 – Ne iščite vo mne žanry

## Tournée
- 2019 – Koncertnyj tur
- 2023 – Kazakhstan Tour 2023
- 2024 – Tour 2024

## Riconoscimenti
- Kids' Choice Awards
  - 2020 – Candidatura all'Artista musicale preferito del pubblico russo[15]

- Novoe Radio Awards
  - 2021 – Miglior artista maschile[16]
  - 2022 – Miglior collaborazione per Lilii[17]

- Premija glavnye lica
  - 2025 – Cantante maschile[18]

- Premija Muz-TV
  - 2021 – Miglior canzone per Kometa[19]
  - 2021 – Candidatura al Miglior artista maschile[20]
  - 2021 – Candidatura al Miglior video maschile per Kometa[20]
  - 2021 – Candidatura alla Miglior collaborazione per Kamin[20]
  - 2024 – Candidatura al Miglior artista maschile[21]
  - 2025 – Candidatura al Miglior lyric video per Mne ne bol'no[22]

- Premija RU.TV
  - 2021 – Candidatura al Miglior debutto per Kometa[23]
  - 2023 – Miglior artista maschile[24]
  - 2024 – Candidatura alla Miglior canzone per Vozdušnyj sarafan[25]
  - 2024 – Candidatura alla Miglior artista femminile[25]
  - 2024 – Candidatura al Miglior concerto da solista[25]
  - 2025 – Candidatura al Miglior artista maschile[26]

- Rossijskaja nacional'naja muzykal'naja premija Viktorija
  - 2021 – Candidatura al Cantante maschile dell'anno per Kamnepad[27]
  - 2022 – Candidatura al Cantante maschile dell'anno per Titry[28]

- Žara Media Awards
  - 2024 – Candidatura al Video dell'anno per Mne ne bol'no[29]
  - 2024 – Candidatura all'Album dell'anno per Epic[29]
  - 2024 – Candidatura alla Collaborazione dell'anno per Dym[29]
  - 2024 – Hit dell'anno per Dym[30]
  - 2024 – Media-persona goda[30]

- Žara Music Awards
  - 2020 – Rivelazione dell'anno[31]
  - 2021 – Artista maschile dell'anno[32]
  - 2021 – Candidatura alla Canzone dell'anno per Ty bespoščadna[33]
  - 2021 – Candidatura al Video maschile per Kometa[33]
  - 2022 – Collaborazione dell'anno per Lilii[34]
  - 2023 – Artista maschile dell'anno[35]
  - 2023 – Scelta di VK Muzyka[35]
  - 2024 – Hitmaker dell'anno[36]
  - 2025 – Artista radiofonico dell'anno[37]